# Sulkkijärvi
Sulkkijärvi är en sjö i Finland. Den ligger i kommunen Björneborg i landskapet Satakunta, i den sydvästra delen av landet, 230 km nordväst om huvudstaden Helsingfors. Sulkkijärvi ligger 62 meter över havet. I omgivningarna runt Sulkkijärvi växer i huvudsak blandskog. Arean är 23 hektar och strandlinjen är 2,45 kilometer lång. Sjön  ingår i Karvia å huvudavrinningsområde. 